# Верховской, Роман Николаевич
Роман Николаевич Верховско́й (при рождении — Верховский; 29 января [10 февраля] 1881, Вильна, Российская империя — 30 января 1968, Нью-Йорк, США) — русский и американский архитектор и скульптор, один из ведущих русских архитекторов времён белой эмиграции. Автор ряда знаковых церковных и военных памятников, возведённых в память русских воинов, участвовавших в Первой Мировой войне, а также проекта первого русского собора Св. Софии в Белграде, нереализованного из-за недостатка средств.

## Биография
Родился 29 января (10 февраля) 1881 года в Вильне. Принадлежал к старинному костромскому дворянскому роду Верховских — сын Николая Петровича Верховского (07.12.1848, Ободово – ?.11.1918), выслужившего чин действительного статского советника.
Учился в Варшавском реальном училище, в 1902 году поступил в Высшее художественное училище при Императорской Академии художеств в Санкт-Петербурге, которое окончил по классу архитектуры в 1911 году. За проект «Дом Русского посольства» получил звание художника-архитектора и на казённый счёт был отправлен в заграничную поездку; был в Испании, Франции и Италии, где детально знакомился с классическим искусством. Вернувшись в Россию, занимал должность архитектора зданий Собственной его Императорского Величества канцелярии по учреждениям императрицы Марии, а также — архитектора правления Бухарской железной дороги. Первый большой самостоятельный проект его также был связан с Бухарой — железнодорожный вокзал в византийском стиле.
В августе 1914 года, движимый патриотическими чувствами, добровольцем ушел на фронт Первой мировой войны, был произведён в офицеры. В годы Гражданской войны был участником Белого движения и в 1920 году эмигрировал в Югославию. Жил в пригороде Белграда Земун, работал в югославском Министерстве строительства и при Дворцовом ведомстве, имел хорошие отношения с королём Александром I Карагеоргиевичем. Регулярно получал от него заказы на картины для частной коллекции короля и проводил одну из своих выставок непосредственно в Королевском дворце. Также вернулся к архитектуре. По его проектам был создан ряд памятников, в т. ч. памятник «Императору Николаю II и русским воинам 1914-1918 гг.», фонтан «Лаокоонт» у Королевского дворца в Топчидере.
С 1937 года жил в США. В 1938 году Элеонора Рузвельт и Архитектурная лига Нью-Йорка организовали персональную выставку Верховского.
В 1941 году был определён архитектором-художником Американской митрополии Русской Православной церкви в Америке. В его обязанности входила разработка проектов будущих храмов, часовен, иконостасов. В этот период он также занимался церковной росписью. В США по его проектам построено не менее 25 храмов, 7 иконостасов (6 мраморных и один дубовый), он самостоятельно расписал 6 храмов.

В 1940 году магистр Колумбийского университета Житков в нью-йоркской газете «Россия» так оценивал значение Верховского для русского искусства:
«Обычно говорят, что гениальные проявления бывают раз в 100 лет, но Россия ждала своего национального гения в зодчестве 200 лет. И, кажется, сейчас на горизонте он появился. Зарубежной России суждено найти его; и ему после долгих исканий найти Россию, ее дух несравненной красоты, сочетания с Православием, которое стоит над бренностью и суетой жизни. Этот гениальный русский зодчий — Роман Верховской. Он всегда был большим человеком, создавшим много прекрасного. <…> Из всех талантливых и гениальных людей Верховской сейчас нам, русским, ближе всего. Он, наконец, заполнил долго пустующее место… В нем мы видим предвозвестника нашего национального возрождения. Его появление говорит больше, чем что-либо другое, о том, что процесс русского паралича на исходе. Его мы должны беречь, и его Зарубежная Россия должна использовать».
В последние годы жизни бедствовал и страдал психическим заболеванием. Скончался 30 января 1968 года после операции в госпитале в Лонг-Айленде (Нью-Йорк).

## Известные работы
- Мемориал Сербской славы «Защитникам Белграда» на Новом кладбище (Ново Гробле) в Белграде (1931, скульптура В. П. Загороднюка). Во время сооружения памятник являлся самым высоким военным монументом на Балканах — его высота достигала 18 м. Композиция состоит из героя — югославского воина-победителя, держащего знамя и опирающегося на винтовку, попирающего смертельно раненного орла, символизирующего Германию, высота — 14 м. Обе фигуры — героя и орла — отлиты из тёмной меди. Под памятником расположена усыпальница останков русских и сербских 5 000 воинов.
- Памятник «Императору Николаю II и 2.000.000 русских воинов великой войны» в Белграде на Новом кладбище (Ново Гробле), 1935. Под памятником находится склеп Русской Славы (1935; в соавторстве с архитектором В. В. Сташевским)[5]. Композиция представляет собой постамент в виде артиллерийского снаряда, на котором находится фигура Архангела Михаила. У подножия постамента лежит русский офицер на знамени. По центру постамента выгравирован русский двуглавый орёл и цифры «1914», слева — надпись «Вечная память Императору Николаю II и 2 000 000 русских воинов Великой войны», на обратной стороне постамента — надпись на сербском языке: «Храбро павшим братьям русским на Солунском фронте 1914—1918 гг.». Под монументом расположена часовня с останками 387 бойцов Русского экспедиционного корпуса Салоникского фронта и 136 русских артиллеристов, оборонявших Белград в 1914-15 годах. Средства на постройку памятника были собраны среди сербского населения, которым «продавались» камни будущего монумента по цене 300 динаров.
- Фонтан перед старым Королевским дворцом в парке Топчидер «За жизнь и свободу славянских народов», увенчанный фигурой Геракла (композиция «Лаокоонт») высотой 3,20 м.
- 7 национальных памятников-усыпальниц Первой Мировой войны в Югославии.
- Скульптурные работы здания Русской церкви в Белграде, украшения здания Нового Парламента, скульптура на новом здании Скупщины, отделка нового загородного Королевского дворца на Дединье.
- Церковь во имя Святой Троицы в Свято-Троицком монастыре в Джорданвилле, США, 1950[6].
- Проект первого в США буддийского храма.
- Проект русского православного кафедрального собора в Нью-Йорке.
- Храм-Памятник Святого Князя Владимира (St. Vladimir Memorial Church)[7], 1988, Джэксон, Нью-Джерси. Строительство завершено после смерти Верховского архитектором С. Н. Падюковым.

- Памятник "Защитникам Белграда" на Новом кладбище в Белграде, Сербия.
- Памятник и склеп на Новом кладбище в Белграде, Сербия.
- Троицкий Собор в Свято-Троицком монастыре в Джорданвилле, США
- Храм-Памятник Святого Князя Владимира, Джексон, Нью-Джерси, США.

## Другие русские архитекторы в Югославии
- Краснов, Николай Петрович (архитектор)
- Сташевский, Валерий Владимирович